# Gedit
gedit е текстов редактор, който е част от проекта GNOME. Той се разпространява свободно под лиценза GNU GPL.
Позволява отваряне на множество подпрозорци („табове“) в един-единствен прозорец. Поддържа множество възможности, които го правят удобен инструмент при разработка на софтуер – автоматично отместване на текста, оцветяване на скоби и специални думи и др. Той е създаден да има чист и опростен графичен потребителски интерфейс съобразно философията на проекта GNOME.
Разполага с версии и за Windows и Mac OS X.